# Ceratocephala loveni
Ceratocephala loveni är en ringmaskart som beskrevs av Anders Johan Malmgren 1867. Ceratocephala loveni ingår i släktet Ceratocephala och familjen Nereididae. Inga underarter finns listade i Catalogue of Life.